# Pont ferroviaire de Bonneuil
Le pont ferroviaire de Bonneuil est un pont qui permet aux lignes de la Grande Ceinture et de Paris à Marles-en-Brie (RER A) de traverser la Marne entre Saint-Maur-des-Fossés et Bonneuil-sur-Marne.